# 亀山市立野登小学校
亀山市立野登小学校（かめやましりつ ののぼりしょうがっこう）は、三重県亀山市両尾町にある公立小学校。

## 通学区域
- 亀山市
  - 安坂山町、両尾町、辺法寺町

卒業生は基本的に亀山市立中部中学校へ進学する。

## 周辺
- 野登郵便局
- 安楽川

## アクセス
- 野登・白川地区自主運行バス 西両尾バス停にて下車
- 三重県道302号亀山停車場石水渓線から約50m入る